# 27e régiment de Panzers
Le 27e régiment de Panzers (Panzer-Regimenter 27 en allemand) était un régiment allemand de blindés créé le 1er octobre 1940 et attribué à la 19e Panzerdivision le 10 octobre 1940.
Sven Hassel, un écrivain danois, y combattit plusieurs années et raconta plus tard ses expériences.